# Lilla lady
"Lilla lady" är en låt av den svenske artisten Daniel Adams-Ray från debutalbumet Svart, vitt och allt däremellan. Låten släpptes som albumets tredje singel den 23 februari 2011. Låten handlar om att aldrig vara nöjd.

## Topplistor
Innan "Lilla lady" hade utgetts som singel nådde den nummer fyrtio på Sverigetopplistan.
| Lista (2010)      | Högsta position |
| ----------------- | --------------- |
| Sverigetopplistan | 40              |